# Antti Mäkijärvi
Antti Mäkijärvi (Espoo, 8 december 1993) is een Fins voormalig voetballer die doorgaans speelde als middenvelder. Tussen 2011 en 2023 was hij actief voor FC Honka, FC Ilves, VfB Oldenburg, opnieuw FC Honka en KTP Kotka.

## Clubcarrière
Mäkijärvi speelde al in zijn jeugd voor FC Honka, de nationale topclub uit zijn geboorteplaats Espoo. In 2011, na een verhuurperiode bij Pallohonka Juniorit, brak de middenvelder door in het eerste elftal van Honka. Op 15 mei 2011 mocht hij debuteren in het eerste team, tijdens een thuiswedstrijd tegen Rovaniemen Palloseura (1–0 winst). Het eerste doelpunt in competitieverband voor de club maakte Mäkijärvi op 16 juni 2012. Tegen Inter Turku opende hij in de achttiende minuut de score in een duel wat FC Honka uiteindelijk met 2–1 zou winnen. In april 2015 stapte Mäkijärvi over naar FC Ilves. Zijn contract voor één jaar zou hij echter niet volmaken. Na zes maanden verkaste de Fin naar VfB Oldenburg. Na tweeënhalf jaar keerde Mäkijärvi terug naar zijn oude club FC Honka. In februari 2019 verkaste de Fin naar KTP Kotka. Begin 2023 besloot Mäkijärvi op negenentwintigjarige leeftijd een punt te zetten achter zijn actieve loopbaan.

## Erelijst
| Suomen Cup | 1 | 2012 |